# Tverská ulice
Tverská ulice (rusky Тверская улица) je jednou z nejvýznamnějších ulic v Moskvě. Do roku 1935 se neoficiálně jmenovala Pitěrskaja rusky Питерская, mezi lety 1935 a 1990 nesla název ulica Gorkogo (rusky улица Горкого), podle spisovatele Maxima Gorkého. Spojuje Kreml s Triumfálním náměstím.

## Historie

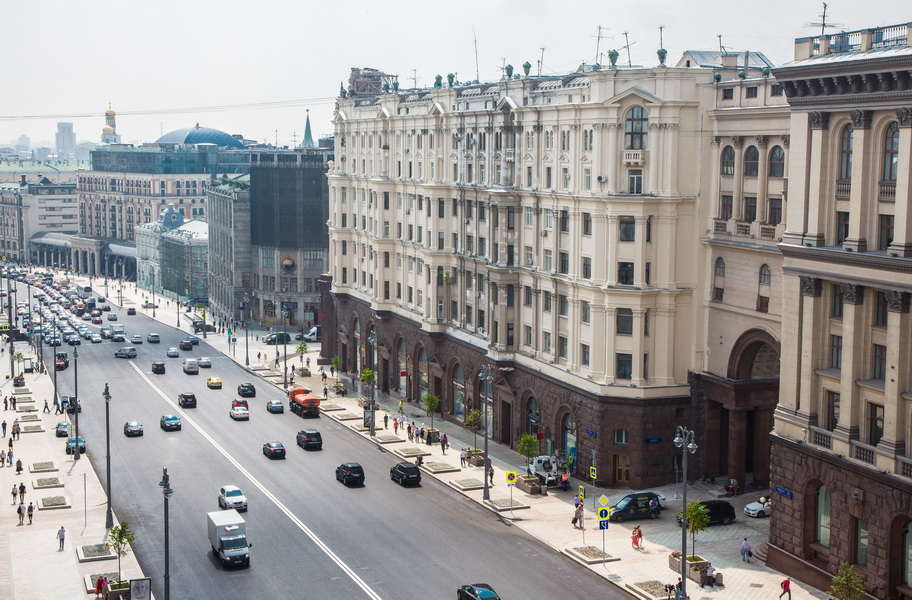
Tverská ulice v 2016

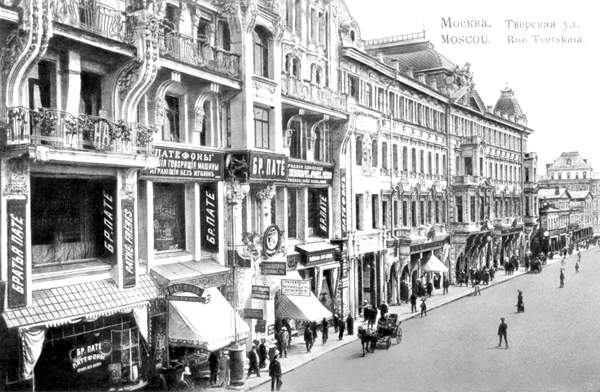
Tverská ulice v 19. století

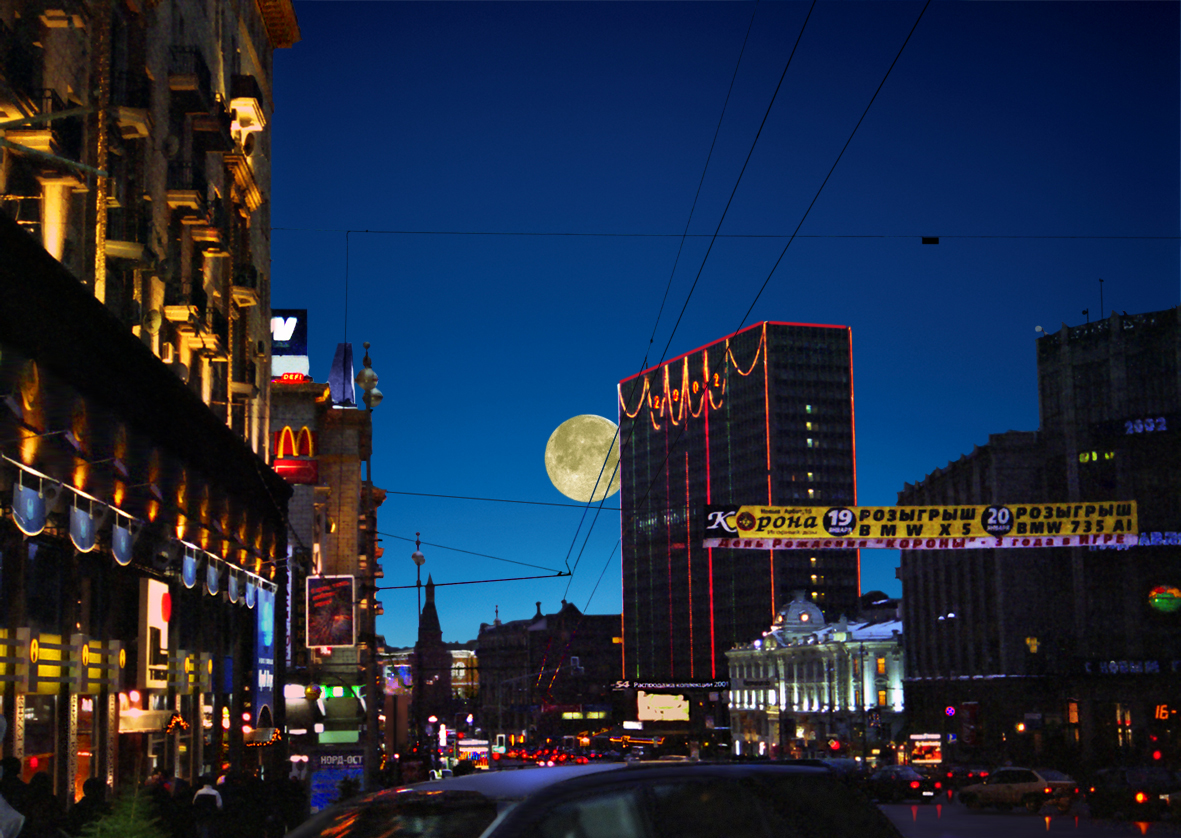
Tverská ulice v 21. století

Podle některých informací Tverskaja existovala už ve 12. století, tehdy jako Tverská cesta, která spojovala starý kreml s městem Tver. V 18. a 19. století byla ulice nejvýznamnější tepnou dnešní metropole. Vznikaly tu výstavní domy, velké obchody a hostince. U řeky Neglinky, přes kterou ulice také vede, a přes kterou vede most již od konce 16. století, byl roku 1782 vybudován palác pro tehdejšího gubernátora, Zachara Černyšova. V dobách SSSR se tato budova stala místem kde pracoval moskevský sovět a sídlil také starosta. Mezi další pamětihodnosti z 18. století na Tverské ulici patří ještě anglický klub (80. léta 18. století) a Jelisejevský magazin (70. léta 18. století).
Význam této ulice spočíval v časech Ruského impéria hlavně v tom, že tudy projížděli carové z Petrohradu do moskevského kremlu. Konaly se tu proto různá slavnostní procesí, časem vznikly i vítězné oblouky, které nechali vládci postavit poté, co byli korunováni. Roku 1792 bylo vybudováno před budovou gubernátora i Tverské náměstí, které se mělo stát právě místem takových slavností. Ke konci 19. století přes toto náměstí vedla první trať koňky ve městě. Domy z různých dob zastupovaly jednotlivé umělecké styly, jak se postupem času měnily a vyvíjely. Roku 1901 přibyla i neoklasicistní budova s hostincem Imperial.
Významné změny prodělala ulice – nyní již Gorkého – v 30. letech 20. století. Mnohé z původních starých domů bylo zbouráno a nahradily je tehdy moderní stavby stalinistické architektury. Mezi takové se řadí například i budova centrálního telegrafního úřadu, která byla postavena v letech 1927 až 1929. Následně se ulice rozšířila, zbořeny byly i mnohé církevní stavby. Od roku 1938 vede v ose ulice metro, konkrétně jeho linka Zamoskvoreckaja.
Projekt radikální přestavby třídy však nebyl dokončen, vzhledem k tomu, že SSSR byl v roce 1940 napaden Německem a změnila se tak priorita pro investice. V poválečné době se třída stala důležitou dopravní tepnou; přibyly další významné budovy, jako například dvacetitřípatrový hotel Inturist (zbořen roku 2002). V letech 2007 až 2009 se má uskutečnit rekonstrukce třídy, kdy bude Tverskaja separována od ostatních komunikací aby se urychlil automobilový provoz.